# Conjecture de Milnor
Pour l’article homonyme, voir Conjecture de Milnor (théorie des nœuds).
En mathématiques, la conjecture de Milnor dit que pour tout corps F de caractéristique différente de 2, la K-théorie de Milnor modulo 2 de F est isomorphe à sa cohomologie étale (ou ce qui est équivalent : à sa cohomologie de Galois i.e. à la cohomologie de son groupe de Galois absolu, profini), à coefficients dans Z/2Z. Après être restée ouverte pendant environ vingt ans, cette conjecture a été démontrée en 1996 par Vladimir Voïevodski,,, qui a reçu pour cela une médaille Fields en 2002, et qui a contribué à la démonstration, en 2009, de sa généralisation : la conjecture de Bloch-Kato (en).

## Énoncé du théorème
Soit F un corps de caractéristique différente de 2. Pour tout entier naturel n, il existe un isomorphisme

## À propos de la preuve
Vladimir Voïevodski a démontré ce théorème en utilisant plusieurs idées développées par lui-même, Alexander Merkurjev, Andrei Suslin, Markus Rost, Fabien Morel, Eric Friedlander et d'autres, incluant sa toute nouvelle formulation de la cohomologie motivique (une sorte de substitut de la cohomologie singulière pour les variétés algébriques) et une version motivique de l'algèbre de Steenrod (en).

## Généralisation
La preuve de la conjecture de Bloch-Kato, qui est l'analogue pour les nombres premiers différents de 2, a été achevée en 2009 grâce aux travaux de Voïevodski et Markus Rost. La conjecture de Quillen-Lichtenbaum (en) s'en déduit.